# Ogier Preteceille
Ogier Preteceille fue un periodista y traductor francés del siglo xx.

## Biografía
Descrito por Víctor Manuel Arbeloa como francés, fue colaborador a lo largo de las décadas de 1920 y 1930 de publicaciones periódicas españolas como El Pueblo, El Sol, Leviatán, Claridad, Nueva Cultura, Nueva España y Crisol, entre otras. En 1926, tradujo la novela de sátira utópica Erewhon: or, Over the Range, del inglés Samuel Butler, al castellano, bajo el título Erewhon o allende las montañas. Fue arrestado tras los sucesos revolucionarios de octubre de 1934.